# Dennis Wheatley

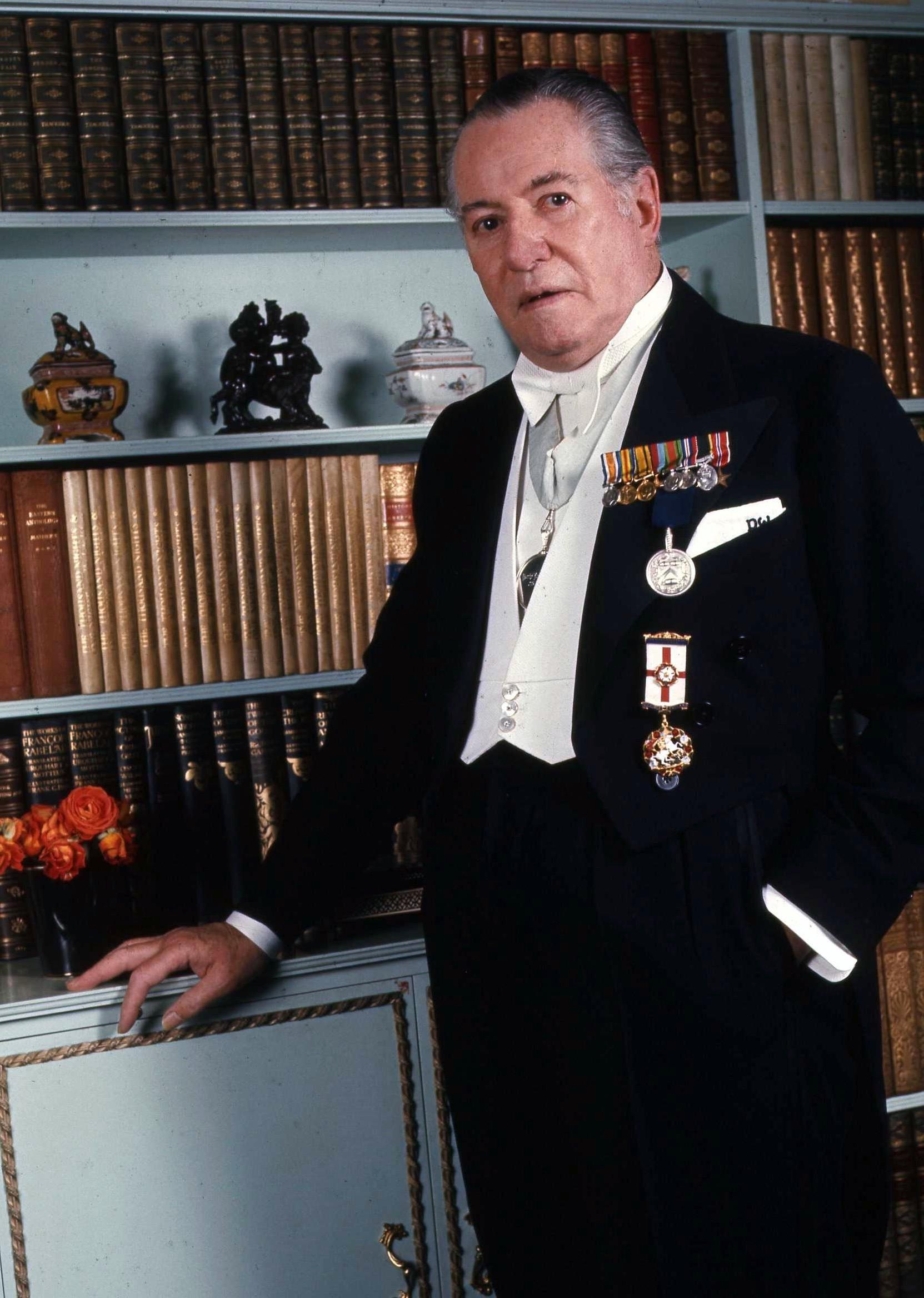
Dennis Wheatley, 1975

Dennis Yates Wheatley (* 8. Januar 1897 in London; † 10. November 1977) war ein britischer Schriftsteller.

## Leben
Wheatley war ab 1914 als Soldat im Ersten Weltkrieg, den er mit schweren Verletzungen überlebte. Wie sein Großvater und Vater vor ihm arbeitete er zunächst als Weinhändler. Zu Beginn der 1920er Jahre schrieb er seine ersten Kurzgeschichten. Während der Weltwirtschaftskrise ging sein Weinhandel im Jahr 1933 bankrott. Im gleichen Jahr schrieb er sein erstes Buch, den Roman „The Forbidden Territory“. Bis zum Beginn des Zweiten Weltkriegs verfasste er noch mehrere Thriller.
Nachdem er zwischen 1941 und 1945 beim Militär im Planungsstab gesessen hatte, setzte er seine schriftstellerische Tätigkeit fort. Während der 1960er verkaufte er pro Jahr rund eine Million Exemplare seiner Romane. Insbesondere die Bücher mit den Themen der Schwarzen Magie und des Satanismus wurden gut verkauft. Zwei Bücher wurden verfilmt. In den Jahren vor seinem Tod schrieb er eine Autobiografie. Am 10. November 1977 starb er an einem Leberleiden. Nach Wheatleys Tod gingen die Verkaufszahlen stark zurück. Im deutschsprachigen Raum ist Wheatley bis heute unpopulär. Nur wenige seiner Bücher wurden ins Deutsche übersetzt.

## Werke
- The Forbidden Territory (1933)
- Such Power is Dangerous (1933)
- Old Rowley (1933)
- Black August (1934)
- The Fabulous Valley (1934)
- The Devil Rides Out (1934) – (verfilmt 1967: Die Braut des Teufels / dt. Diener der Finsternis, 1978)
- The Eunuch of Stamboul (1935)
- They Found Atlantis (1936)
- Murder Off Miami (1936) – (dt. Der Mörder von Miami, 1983)
- Contraband (1936)
- The Secret War (1937)
- Who Killed Robert Prentice? (1937) – (dt. Der Mord im Landhaus, 1984)
- Red Eagle (1937)
- Uncharted Seas (1938) – (verfilmt 1968: Bestien lauern vor Caracas / dt. Meer der Angst, 1979)
- The Malinsay Massacre (1938) – (dt. Das Geheimnis um Schloss Malinsay, 1985)
- The Golden Spaniard (1938)
- The Quest of Julian Day (1939)
- Herewith the Clues (1939)
- Sixty Days to Live (1939)
- The Scarlet Impostor (1940)
- Three Inquisitive People (1940)
- Faked Passports (1940)
- The Black Baroness (1940)
- Strange Conflict (1941)
- The Sword of Fate (1941)
- Total War (1941)
- V for Vengeance (1942)
- Mediterranean Nights (1942)
- Gunmen, Gallants and Ghosts (1943)
- The Man Who Missed the War (1945)
- Codeword Golden Fleece (1946)
- Come into My Parlour (1946)
- The Launching of Roger Brook (1947)
- The Shadow of Tyburn Tree (1948)
- The Haunting of Toby Jugg (1948)
- The Rising Storm (1949)
- The Seven Ages of Justerinis (1949)
- The Second Seal (1950)
- The Man Who Killed the King (1951)
- The Star of Ill Omen (1952)
- To the Devil – a Daughter (1953) – (verfilmt 1975: Die Braut des Satans / dt. Der schwarze Pfad, 1979)
- Curtain of Fear (1953)
- The Island Where Time Stands Still (1954)
- The Dark Secret of Josephine (1955)
- The Ka of Gifford Hillary (1956)
- The Prisoner in the Mask (1957)
- Traitors’ Gate (1958)
- Stranger than Fiction (1959)
- The Rape of Venice (1959)
- The Satanist (1960)
- Saturdays with Bricks (1961)
- Vendetta in Spain (1961)
- Mayhem in Greece (1962)
- The Sultan’s Daughter (1963)
- Bill for the Use of a Body (1964)
- They Used Dark Forces (1964)
- Dangerous Inheritance (1965)
- The Eight Ages of Justerinis (1965)
- The Wanton Princess (1966)
- Unholy Crusade (1967)
- The White Witch of the South Seas (1968)
- Evil in a Mask	(1969)
- Gateway to Hell (1970, dt. Die Hölle ruft, 1979)
- The Ravishing of Lady Mary Ware (1971)
- The Devil and all His Works (1971)
- The Strange Story of Linda Lee	(1972)
- The Irish Witch (1973)
- Desperate Measures (1974)
- The Young Man Said (1977)
- Officer and Temporary Gentleman (1978)
- Drink and Ink (1979)
- The Deception Planners	(1980)

## Herausgeberschaft
- The Dennis Wheatley Library of the Occult